# Leioproctus malpighiacearum
Leioproctus malpighiacearum is een vliesvleugelig insect uit de familie Colletidae. De wetenschappelijke naam van de soort is voor het eerst geldig gepubliceerd in 1907 door Ducke.